# 小竹田貴弘
小竹田 貴弘（しのだ たかひろ）は、日本の漫画家。神奈川県横浜市出身。男性のようなペンネームだが、女性である。

## 概要
テンポのあるギャグとまったりした展開が特徴。おっぱいにはこだわりがあるようで、巨乳キャラなどを描いたりしている。
高校時代には、ゲーム作品の『シャイニングフォース』や『キングスフィールド』等を題材として同人活動を行っていた。代々木アニメーション学院卒業。
代表作『怪異いかさま博覧亭』連載以前は、アトラス系アンソロジーの常連執筆者として有名だった。なお、ゲームについてはそうとうやり込みをするタイプのようで、アンソロジー上のネタではその手の深いネタが多く出ていたりする。
『月刊ComicREX』（一迅社）2006年2月号に読切作品「怪異いかさま博覧亭」を掲載（「序幕」として単行本第1巻に収録）。同誌2007年1月号より初のオリジナル連載作品となる『怪異いかさま博覧亭』を連載開始、2010年7月号を以って連載終了。その後、同作品はウェブコミック誌『電撃コミック ジャパン』（アスキー・メディアワークス）にて、『いかさま博覧亭』と改題し、2010年12月24日掲載分より連載が再開された。他に、『まんがタイムLovely』（芳文社）2011年3月号（リニューアル号）より『またたびぶ』の連載を開始したが、同年7月号の休刊に伴い、既出の2話分で中断している。

## 作品リスト
- 怪異いかさま博覧亭（『月刊ComicREX』、2006年2月号、2007年1月号 - 2010年7月号、全5巻）
- いかさま博覧亭（『電撃コミック ジャパン』、2010年12月24日掲載分 - 2013年3月号） ※『怪異いかさま博覧亭』の続編。
- またたびぶ（『まんがタイムLovely』、2011年3月号 - 4月号）
- ろくがく深海生物部（『コミック アース・スター』、2015年1月19日 - 連載中）
- 出撃!喫茶あるぺじお（『月刊ヤングキングアワーズGH』、2020年4月号 - 2022年1月号）

ほか、『女神転生』や『ペルソナシリーズ』などのアトラス製品をはじめとしたゲーム系アンソロジー（おもに光文社発行）で多数執筆。また、現在でも同人活動も続行中。